# Пелимський міський округ
Пели́мський міський округ (рос. Пелымский городской округ) — адміністративна одиниця Свердловської області Російської Федерації.
Адміністративний центр — селище міського типу Пелим.

## Населення
Населення міського округу становить 3861 особа (2018; 4171 у 2010, 4650 у 2002).

## Склад
До складу міського округу входять 4 населених пункти:
| Населений пункт             | Населення, осіб (2002) | Населення, осіб (2010) |
| --------------------------- | ---------------------- | ---------------------- |
| Атим'я, селище              | 937                    | 793                    |
| Вершина, селище             | 2                      | 1                      |
| Кершаль, селище             | 3                      | 1                      |
| Нерп'я, селище              | 0                      | 0                      |
| Пелим, селище міського типу | 3708                   | 3376                   |

4 червня 2019 року було ліквідовано селище Нерп'я.